# Betasyrphus hirticeps
Betasyrphus hirticeps är en tvåvingeart som först beskrevs av Friedrich Hermann Loew 1858.  Betasyrphus hirticeps ingår i släktet Betasyrphus och familjen blomflugor. Inga underarter finns listade i Catalogue of Life.